# Erioptera factiosa
Erioptera factiosa är en tvåvingeart som beskrevs av Alexander 1943. Erioptera factiosa ingår i släktet Erioptera och familjen småharkrankar. Inga underarter finns listade i Catalogue of Life.